# Dolmen de Ty-er-Mané
Pour les articles homonymes, voir Mané.
Le dolmen de Ty-er-Mané, appelé aussi dolmen de Botlan, est un dolmen situé sur la commune d'Erdeven, dans le département français du Morbihan.

## Description
Le dolmen est du type dolmen à couloir bien qu'il ne comporte plus qu'une table de couverture qui repose sur trois orthostates. Il est orienté au sud/sud-est. L'un des orthostates comporte  une gravure représentant un motif quadrangulaire.